# Geschlossene Zeit
Als geschlossene Zeit (lateinisch tempus clausum, tempus feriatum) werden die Bußzeiten im Kirchenjahr der katholischen Kirche bezeichnet, die Fastenzeit und der Advent.
Diese liturgischen Zeiten unterlagen gewissen Einschränkungen, die verhindern sollten, dass weltliche Festlichkeiten den ernsten Bußcharakter beeinträchtigten. Die Gläubigen sollten sich in ihrer persönlichen Lebensführung durch Fasten und Abstinenz sowie ein vertiefteres Gebetsleben, „Abtötungen“ und Almosengeben auf die Hochfeste Weihnachten und Ostern vorbereiten. In den geschlossenen Zeiten durfte nicht getanzt und aufwändig gefeiert werden. So erließ das Bistum Augsburg im Jahr 1930 die Verlautbarung: „Verboten sind in der geschlossenen Zeit öffentliche Lustbarkeiten und Tanzvergnügungen. Auch von privaten Veranstaltungen dieser Art sich zu enthalten, ist Wunsch und Mahnung der Kirche.“
Die Liturgie verzichtet in den geschlossenen Zeiten auf einige feierliche Elemente des Gottesdienstes wie das Gloria und das Halleluja in der heiligen Messe. 

## Ursprung
Der Schutz der Bußzeiten wurde besonders betont seit dem Konzil von Trient, das bei seiner 24. Sitzungsperiode 1563 die kirchliche Ehe als eines der sieben Sakramente gegen die Reformatoren hervorgehoben hatte und in diesem Zusammenhang bestimmte:

„Si quis dixerit, prohibitionem solemnitatis nuptiarum certis anni temporibus superstitionem esse tyrannicam, ab ethnicorum superstitione profectam; aut benedictiones et alias ceremonias, quibus Ecclesia in illis utitur, damnaverit: anathema sit.“

„Wer sagt, das Verbot einer feierlichen Hochzeit zu bestimmten Zeiten des Jahres sei tyrannischer Aberglaube, der vom Aberglauben der Heiden herrühre; oder die Segnungen und anderen Zeremonien, die die Kirche dabei gebraucht, verurteilt: der sei mit dem Anathema belegt.“

Der Codex Iuris Canonici von 1917 (can. 1108) verbot die feierliche Trauung mit Trauungsmesse und Brautsegen vom ersten Adventssonntag bis zum ersten Weihnachtsfeiertag und von Aschermittwoch bis zum Ostersonntag; Ausnahmen „aus gerechtem Grund“ waren möglich, stille Trauungen waren immer erlaubt. Der CIC von 1983 enthält keine derartigen Vorschriften. Der Ordo celebrandi matrimonium des Rituale Romanum hält die Pfarrer nun an, Trauungswillige in den Bußzeiten zu ermahnen, „auf die besondere Eigenart des Tages Rücksicht zu nehmen“; Trauungen am Karfreitag und Karsamstag sind ausgeschlossen.

## Volksmund
Vom Herannahen der geschlossenen Zeit des Advents leitet sich im Volksmund die Redewendung „Kathrein stellt den Tanz ein“ ab. Der Gedenktag der hl. Katharina, der 25. November, ist eines der letzten Heiligenfeste vor dem Advent.

## Entsprechung in der protestantischen Kirchenmusik
Während der Schaffenszeit von Johann Sebastian Bach in Leipzig wurden  vom zweiten bis vierten Adventssonntag sowie an den Sonntagen in der Fastenzeit – mit Ausnahme des Hochfestes der Verkündigung des Herrn – keine umfangreichen Kirchenmusiken aufgeführt.